# Freundeskreise für Suchtkrankenhilfe
Der Bundesverband der Freundeskreise für Suchtkrankenhilfe (kurz „Freundeskreise“ genannt) ist ein Dachverband bundesweiter Selbsthilfegruppen für suchtkranke Menschen und Angehörige.

## Geschichte
Die ersten Freundeskreise wurden im Jahr 1956 in Diakonie-Heilstätten in Baden-Württemberg unter dem Namen „Freundesring der Abstinenzler e. V.“ gegründet. Etwa zur gleichen Zeit erfolgten ähnliche Initiativen durch ehemalige Patienten der damaligen Heilstätte Haus Burgwald. In den folgenden Jahren und Jahrzehnten entstanden Gruppen im ganzen Bundesgebiet.
Ab den 1960er Jahren vernetzten sich die Gruppen zunehmend auf Landesebene, und es entstanden die ersten Landesarbeitsgemeinschaften, aus denen später die heutigen Landesverbände wurden. Im Jahr 1978 wurde in Schwalmstadt-Treysa die damalige Bundesarbeitsgemeinschaft der Freundeskreise für Suchtkrankenhilfe (BAG) als Zusammenschluss und Dachverband der Landesverbände auf Bundesebene gegründet. Im Jahr 1980 wurde eine Geschäftsstelle in Kassel eingerichtet. Im Jahr 1999 wurde der Name in Freundeskreise für Suchtkrankenhilfe Bundesverband e. V. geändert und das heutige Logo und Leitbild eingeführt.

## Auftrag und Selbstverständnis
Das Selbstverständnis der Freundeskreise leitet sich aus dem 1999 beschlossenen Leitbild ab.
Die Freundeskreise verstehen sich als freundschaftlich geprägte Gruppen, in denen offen über die Sucht und alle damit zusammenhängenden Probleme geredet werden kann. Sie haben zum Ziel, die körperliche und seelische Gesundheit der Gruppenteilnehmer zu fördern und sie in eine zufriedene Abstinenz zu begleiten. Der Verein fordert kein generelles Verbot von Suchtmitteln, unterstützt jedoch Maßnahmen zur Zugangsbeschränkung und Prävention.

## Organisation
In Deutschland existieren derzeit rund 650 Gruppen der Freundeskreise, die in 16 Landesverbänden in allen Bundesländern organisiert sind.
Die Selbsthilfegruppen der Freundeskreise bieten neben den Gesprächsgruppen auch Seminare und Freizeitaktivitäten an. Die Gruppen sind für Abhängige aller Suchtformen und Angehörige offen. Sie treffen sich in denselben Gruppen und werden nicht nach Alter, Geschlecht oder Suchtform getrennt.
Die Freundeskreise sind Mitglied im Gesamtverband für Suchthilfe e.V. und der Deutschen Hauptstelle für Suchtfragen e.V. Sie sind zudem dem Diakonischen Werk in Hessen und Nassau und Kurhessen-Waldeck e. V. angeschlossen.

## Andere Selbsthilfe-Verbände
Es gibt eine Reihe von anderen Selbsthilfegruppen für suchtkranke Menschen und Angehörige mit zum Teil anderen Ansätzen, so zum Beispiel das Blaue Kreuz in Deutschland und das Blaue Kreuz in der Evangelischen Kirche, die ebenfalls zum Diakonischen Werk gehören, den Kreuzbund, der der Caritas angehört und die Guttempler, die dem Paritätischen Wohlfahrtsverband angehören. Ohne Dachverband sind die Anonymen Alkoholiker.